# فيري (الأردين)
فيري هي بلدية فرنسية تقع في إقليم الأردين التابعة لمنطقة غراند إيست. 

## الأماكن والمعالم الأثرية

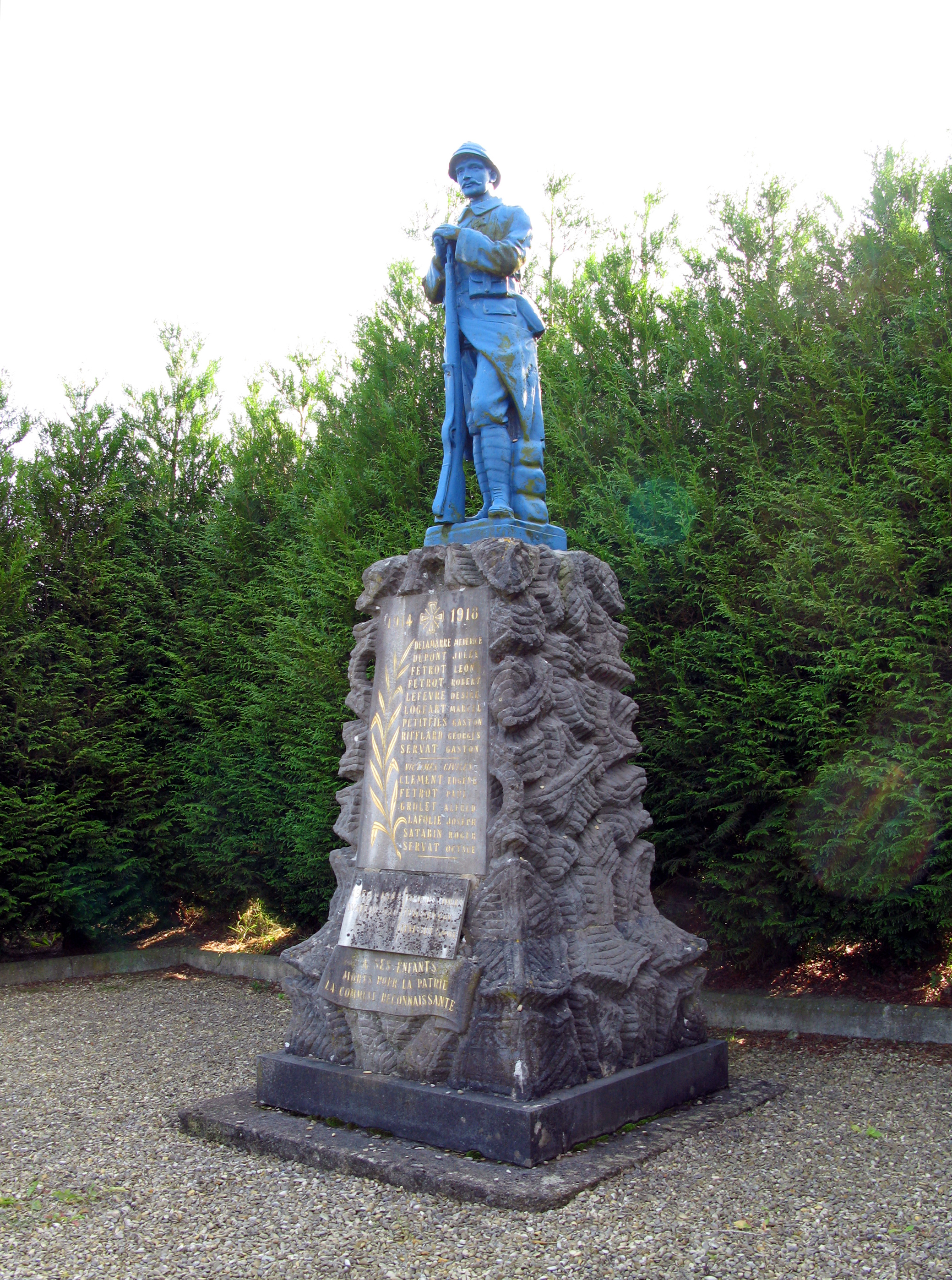
النصب التذكاري للحرب.